# Západní Kolmoislammi
Západní Kolmoislammi, finsky Läntinen Kolmoislammi, je jezero ze skupinky jezer Kolmoislammi v Národním parku Nuuksio ve Vihti v provincii Uusimaa v jižním Finsku.

## Další informace
Hladina jezera Západní Kolmoislammi se nachází ve výšce 69.2 m n. m. K jezeru vede žlutá turistická stezka Korpinkierros a také neznačené stezky. Jezero a jeho blízké okolí je neobydlené a celoročně volně přístupné. Severním směrem je jezero Holma-Saarijärvi, jehož hladina je asi o šestnáct metrů vyšší.

## Galerie

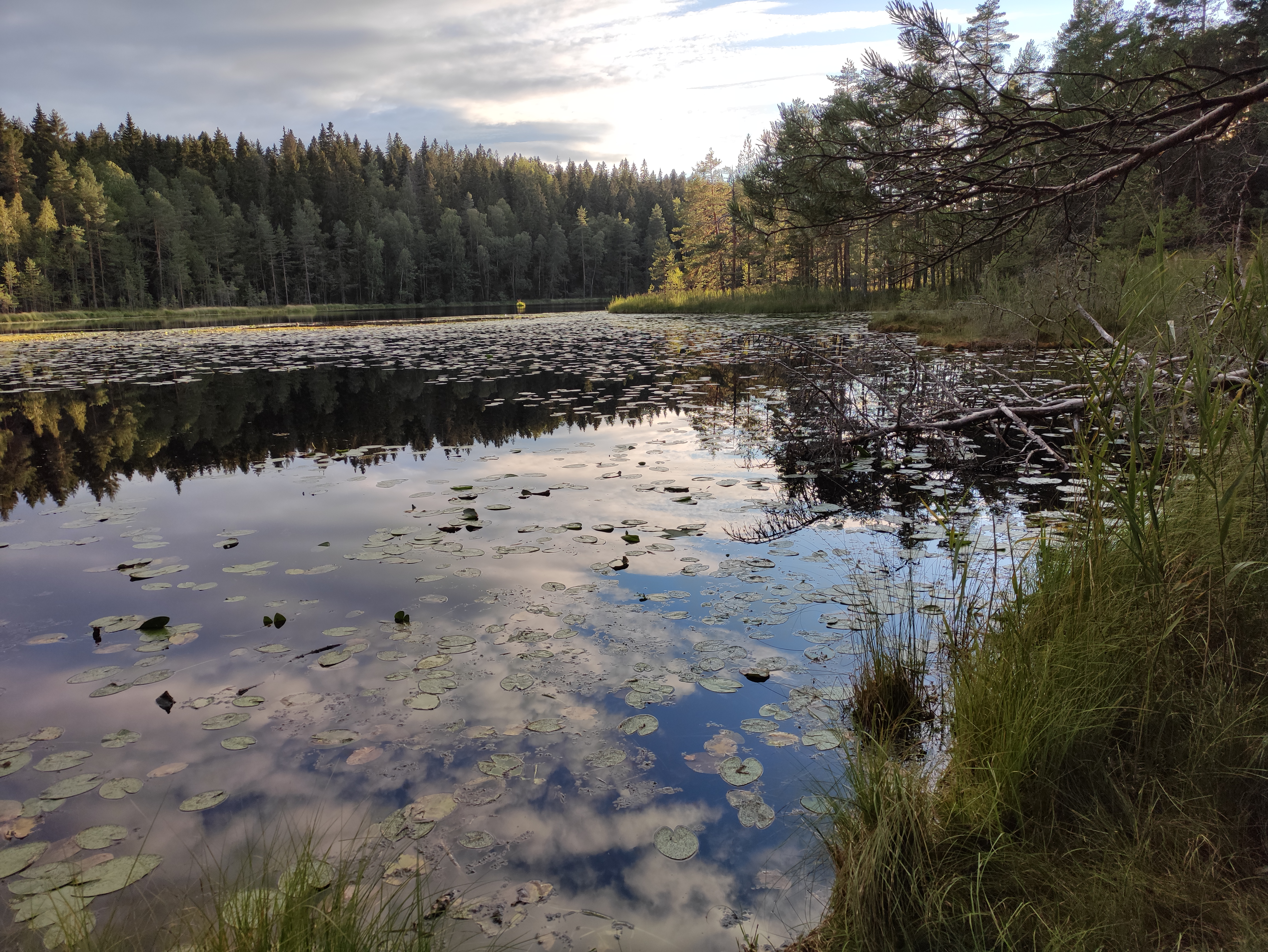
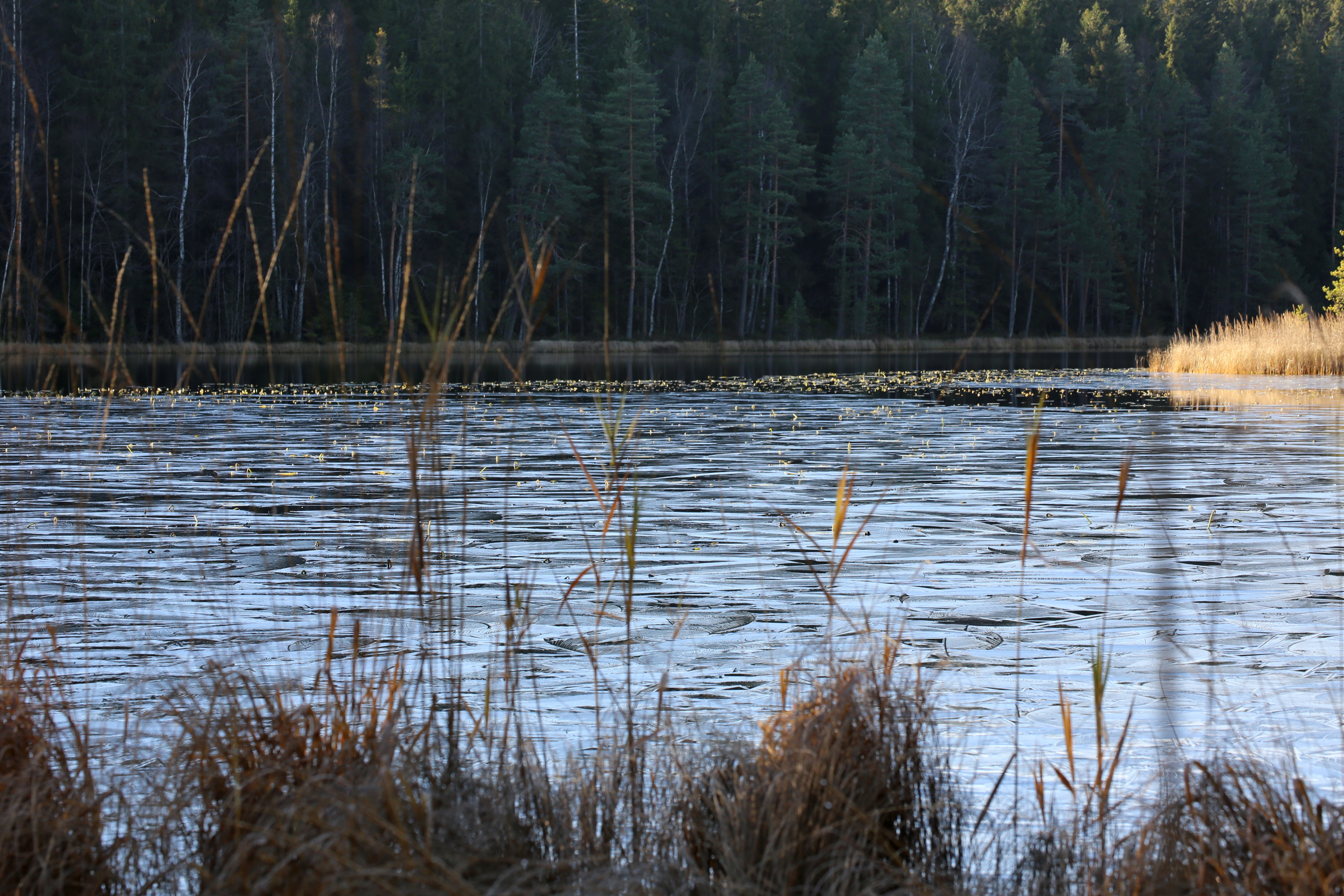